# Great Leighs
Great Leighs är en ort i civil parish Great and Little Leighs, i distriktet Chelmsford i grevskapet Essex i England. Orten är belägen 10 km från Chelmsford. År 1949 blev den en del av den då nybildade Great and Little Leighs. Parish hade 728 invånare år 1931.